# Jazz Forum
Jazz Forum (JF) – polskie czasopismo poświęcone głównie muzyce jazzowej, założone w roku 1965 przez Jana Byrczka. Obecnie wydawane jest przez spółkę For Jazz, w której znaczny udział ma Polskie Stowarzyszenie Jazzowe.
Redakcja Jazz Forum mieści się w Warszawie. Obecnie redaktorem naczelnym JF jest Paweł Brodowski. Nakład czasopisma wynosi 6000 egzemplarzy i w ciągu roku wydawane jest 8 numerów. Głównym dystrybutorem JF jest sieć Empik. Prenumeratorzy otrzymują płytę CD z aktualną muzyką.
Czasopismo otrzymuje wsparcie finansowe od Ministerstwa Kultury i Dziedzictwa Narodowego.

## Galeria

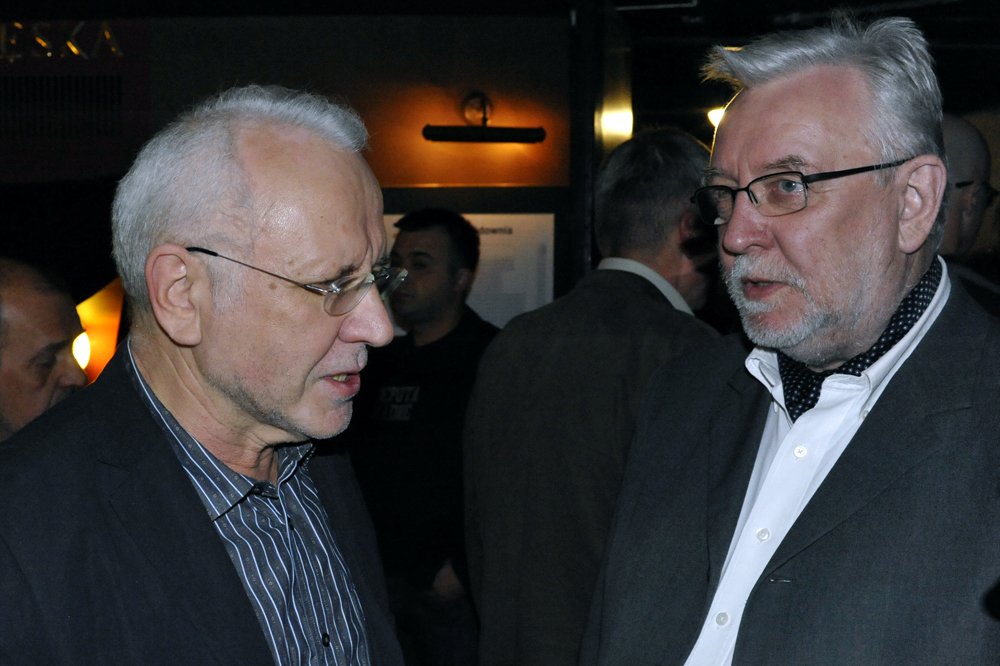
Paweł Brodowski (z lewej), redaktor „Jazz Forum” i Jerzy Stępień (2010)
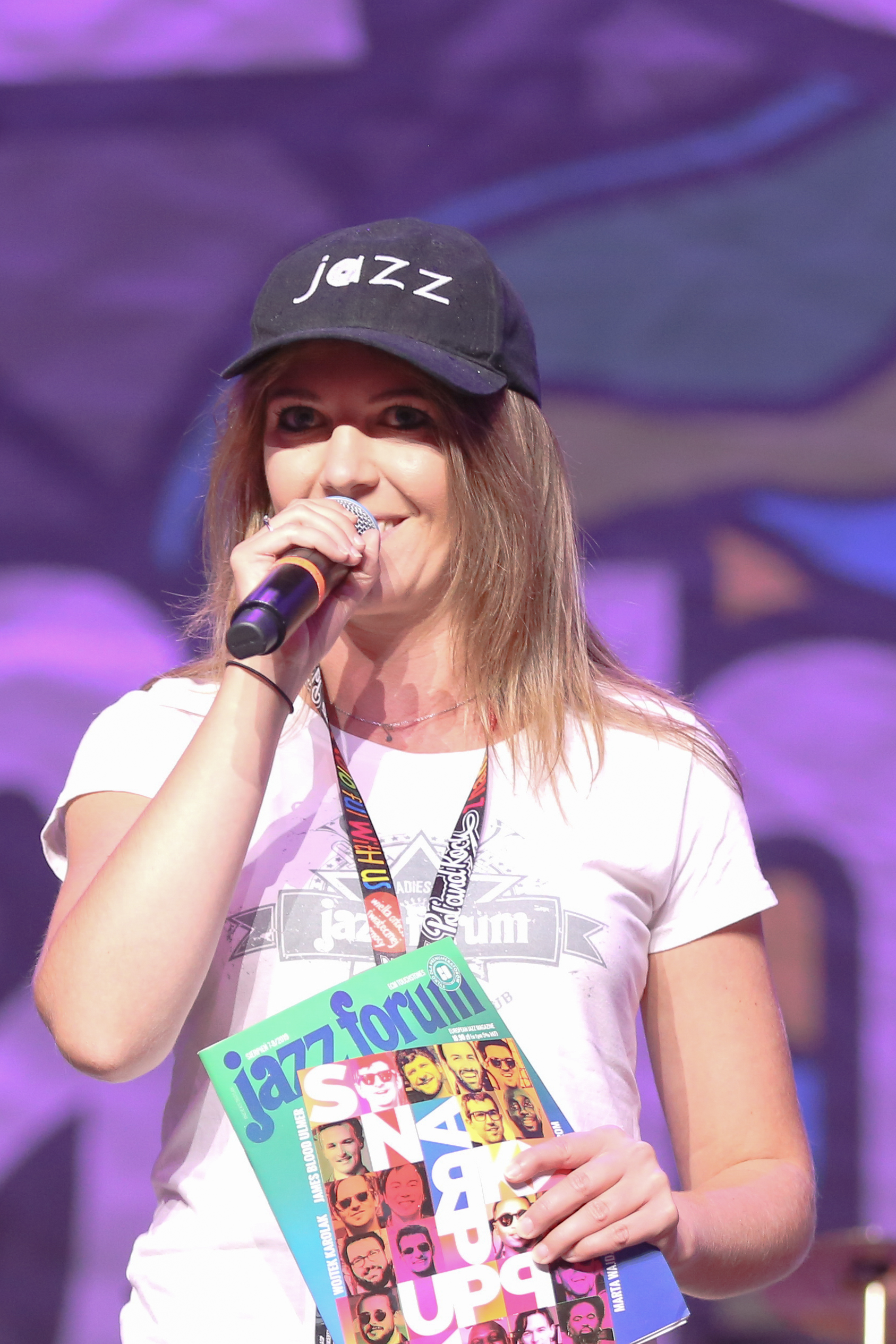
Przedstawienie Jazz Forum na Pol’and’Rock Festivalu (2019)
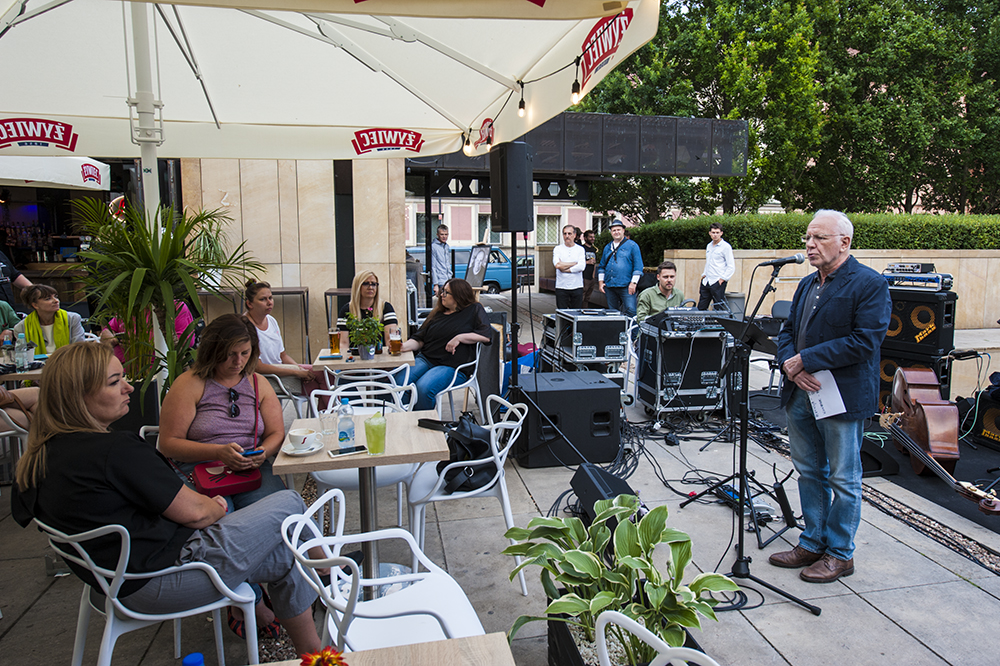
Redaktor naczelny „Jazz Forum” Paweł Brodowski w klubie jazzowym Akwarium w Warszawie, lipiec (2019)